# آرمونکور، واز
آرمونکور (به فرانسوی: Armancourt) یک کمون در فرانسه است که در canton of Compiègne-Sud-Ouest واقع شده‌است. آرمونکور ۲٫۰۳ کیلومتر مربع مساحت دارد ۲۰۳ متر بالاتر از سطح دریا واقع شده‌است.